# Duch úlu
Duch úlu (španělsky El espíritu de la colmena) je španělský dramatický film z roku 1973, režisérem a spoluscenáristou je Víctor Erice. Jedná se o jeho celovečerní režijní debut. Film je považován za mistrovské dílo španělské kinematografie.

## Příběh
V roce 1940 se v poválečném Španělsku dostává k moci generál Franco. Šestiletá Ana žije se svojí sestrou Isabel v malé opuštěné vesnici. Během jedné noci se ocitne v putovním kině, ve kterém je zrovna promítán film Frankenstein z roku 1931. Tím malá Ana získává zcela jiný pohled na svět. Její sestra Isabel jí řekne, že duch Frankensteina se nachází v jejich blízkosti. Ana tak začne usilovně pátrat.
Ve snímku se objevují symboliky, které slouží jako umělecký prostředek i jako způsob, jak se vyhnout cenzuře v represivním frankistickém režimu. Cenzoři byli sice znepokojeni některými náznaky autoritářské vlády, ale na základě úspěchu filmu v zahraničí povolili jeho uvedení i ve Španělsku.

## Obsazení
- Fernando Fernán Gómez jako Fernando
- Teresa Gimpera jako Teresa
- Ana Torrent jako Ana
- Isabel Tellería jako Isabel
- Ketty de la Cámara jako Ketty, služebná
- Estanis González jako Estanis, občanská stráž
- José Villasante jako José, Frankensteinovo monstrum
- Juan Margallo jako Juan, the fugitive
- Laly Soldevila jako Doña Laly, učitelka
- Miguel Picazo jako Doktor Miguel

## Dějinné souvislosti
Francisco Franco se ve Španělsku dostal k moci v roce 1939 po krvavé občanské válce, která svrhla levicovou vládu. Válka rozdělila rodiny a zanechala společnost rozdělenou a zastrašenou. Film byl natočen v roce 1973, kdy frankistický stát nebyl tak tvrdý jako na počátku, nicméně stále nebylo možné být vůči frankistickému státu otevřeně kritický. Umělcům ve všech španělských médiích se již podařilo proklouznout cenzuře s materiály kritickými vůči frankistickému Španělsku. Za zmínku stojí především režisér Luis Buñuel, který v roce 1962 natočil podobný film Viridiana. Díky filmům bohatým na symboliku a rafinovanost bylo možné do filmu vtělit poselství, které by cenzorský úřad přijal nebo přehlédl.

## Ocenění
- Chicago International Film Festival: Silver Hugo; 1973
- San Sebastián International Film Festival: Zlatá mušle, Víctor Erice; 1973.
- Cinema Writers Circle Awards, Španělsko: cena CEC ; Nejlepší film; Nejlepší herec, Fernando Fernán Gómez; Nejlepší režisér, Víctor Erice; 1974.
- Fotogramas de Plata, Madrid, Španělsko: Nejlepší španělský filmový herec, Ana Torrent; 1974.
- Association of Latin Entertainment Critics: Premios ACE, Kino, Nejlepší herečka, Ana Torrent; Kino, Nejlepší režisér, Víctor Erice; 1977.